# クリマティウス
クリマティウス（Climatius）は、古生代デボン紀に生息していた魚類の1種。（以前はシルル紀からも知られるとされていたが、のちにノストレピス（Nostolepis）の誤認と判明した）
顎（あご）を有する最初の脊椎動物として、また、尖った鰭（ひれ）と多くの棘（とげ）を具えた魚類としても知られる棘魚類に属す。その中の初期の種に位置づけられ、そして、典型とされる。
体長約7.5～10cmの小さな体に先端が尖った鰭と15本もの棘を具えており、これらは捕食者に対する防御の役割があったと考えられる。
力強い尾鰭を始めとする多くの鰭は、この動物が活発に泳いていたことを物語っており、おそらくは、他の魚や小さな甲殻類を捕食していたと思われる。
下顎の内側は微細で鋭い歯に覆われており、しかし、上顎の歯は少ない。
化石はヨーロッパと北アメリカで発見されている。

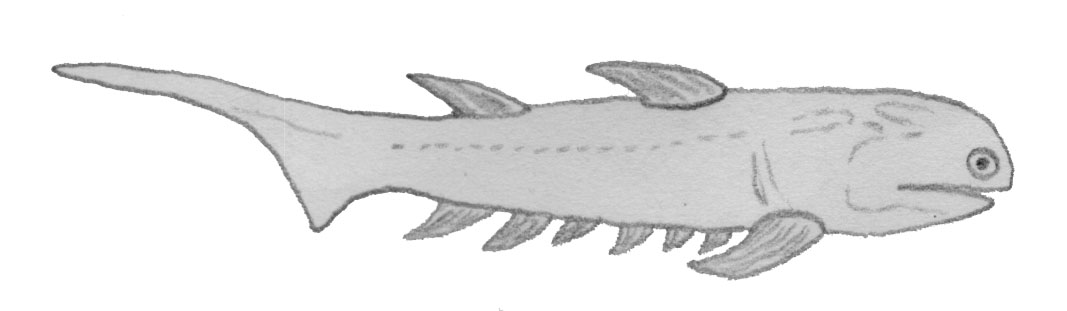
クリマティウス・レティクラトゥス
Climatius reticulatus （想像図）